# Субота, неділя та п'ятниця
«Субота, неділя і п'ятниця» (італ. Sabato, domenica e venerdì) — італійська комедія у трьох новелах, що вийшла 20 жовтня 1979 року.

## Сюжет
Три комедійні новели із зірками італійського кіно. У першій новелі (режисер Серджо Мартіно) скромний, товстенький, лисуватий, низькорослий і майже одружений бухгалтер вирушає до аеропорту зустрічати японського інженера, а той виявляється чарівною японкою (Едвіж Фенек), чия бабуся була гейшею. Розум бідолаги, абсолютно очманілого від своєї майже дружини, що намагається узяти під контроль кожну його дію і навіть думку, скаламутився. У другій — втомлений шофер Маріо (Мікеле Плачидо) прокидається через потоки води, що ллються зі стелі. Він вирушає до сусідки вгору, і доля його різко змінюється. У третій новелі містер Константин (Адріано Челентано) має все: гроші, найкрасивіших жінок, навіть власний стриптиз-балет.

## У ролях
- Субота
  - Едвіж Фенек — Токімото
  - Ліно Банфі — Нікола ла Брокка
  - Даніеле Варгас — Директор
  - Лорі дель Санто — Бебі
  - Мілена Вукотіч — Клелія
- Неділя
  - Барбара Буше — Енза
  - Мікеле Плачидо — Маріо
  - Антоніо Феррандіс — Батько Ензи
  - Марго Коттенс — Мати Ензи
  - Мануель Зарзо — Камілло
  - Серджо Тардіолі — Карло
- П'ятниця
  - Адріано Челентано — Константин
  - Лова Мур — Жаклін
  - Мануель Гальярдо — Фред
  - Ернесто Толе — Емброуз
  - Еліо Кроветто — Френк
  - Сал Боргезе — Гангстер
  - Франко Діогене — Адвокат

## Знімальна група
- Режисер — Франко Кастеллано, Паскуале Феста Кампаніле, Серджо Мартіно;
- Сценарій — Франко Кастеллано, Джузеппе Моччіа, Серджо Мартіно;
- Продюсер — Лучано Мартіно;
- Оператор — Алехандро Ульоа;
- Композитор — Детто Маріано;
- Художник — Міммо Скавія, Луїс Аргуелло, Адріана Беллоне;
- Монтаж — Еудженіо Алабісо, Антоніо Січільяно.